# Ашрафія

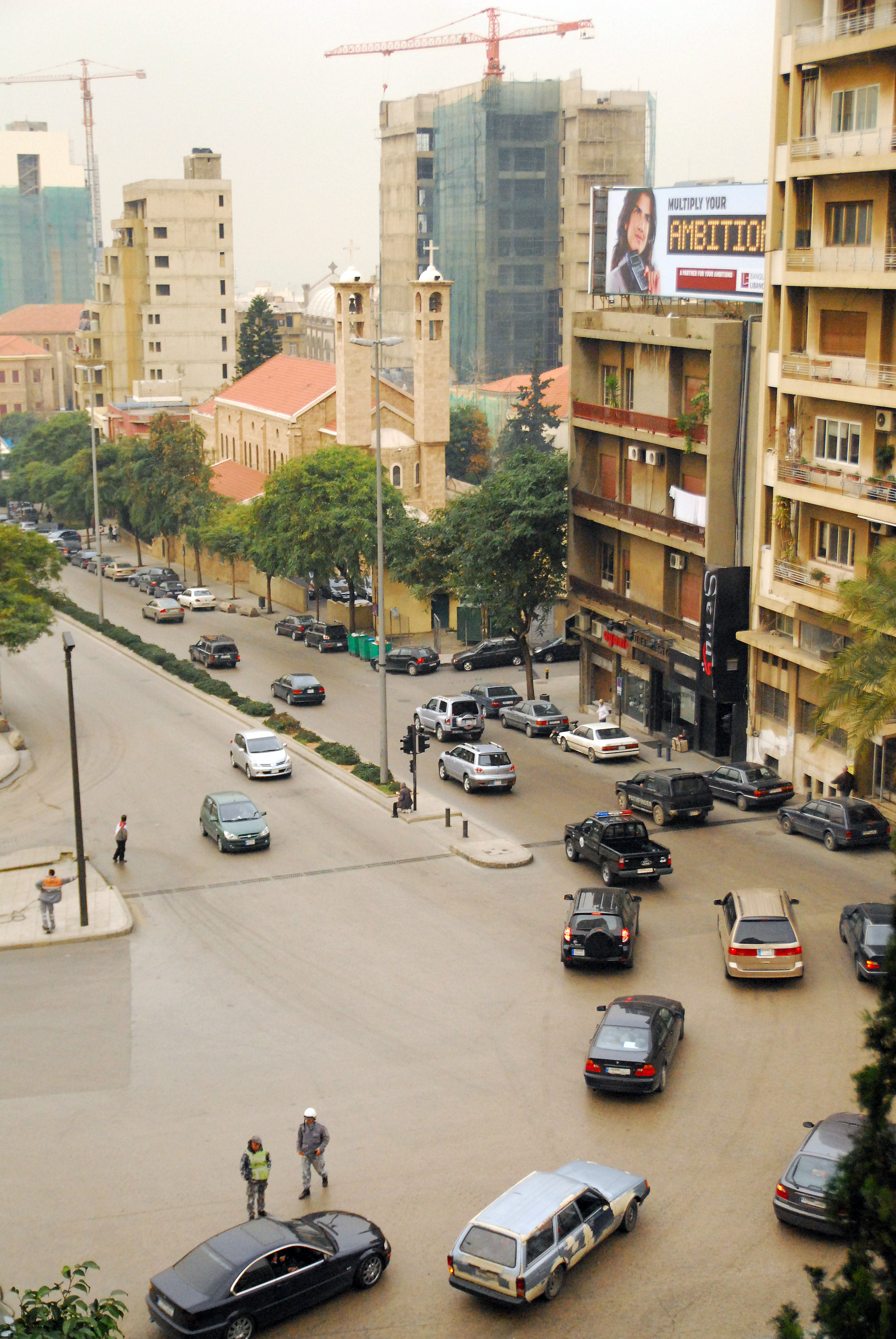
Кафедральний собор Святого Марона в Ашрафії

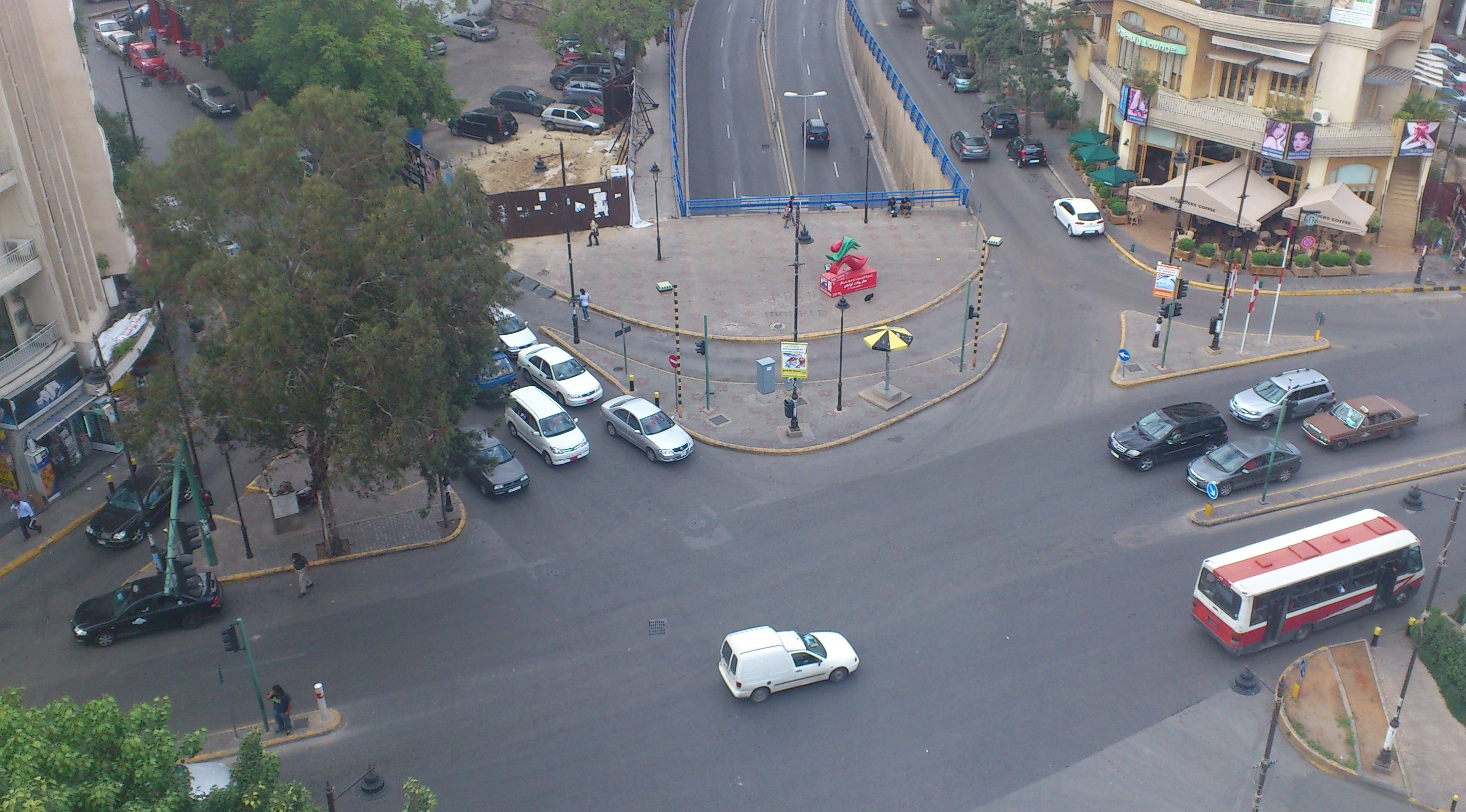
Площа Сассін - центр району Ашрафія

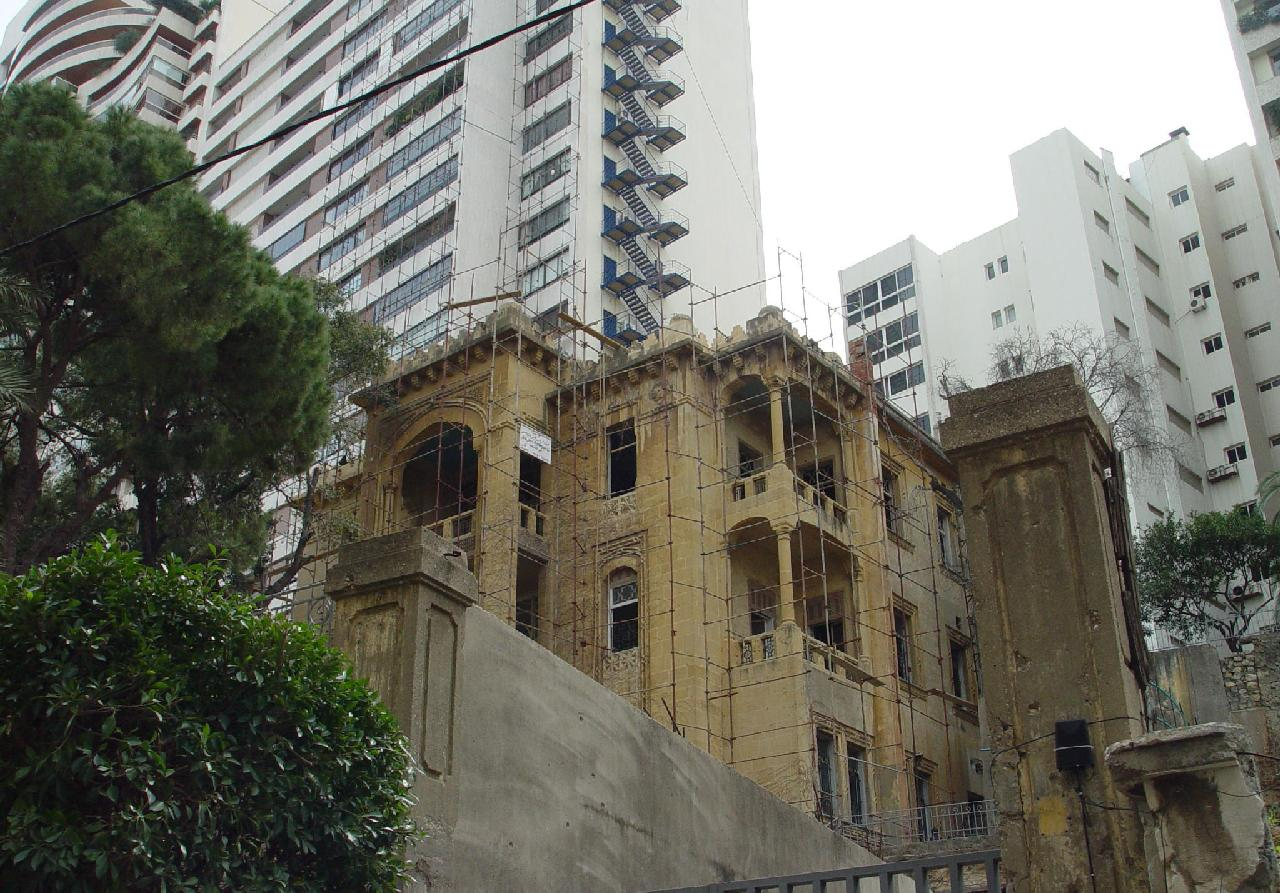
Руйнації та новобудови в Ашрафії

Ашрафі́я (араб. الأشرفية) — один з найдавніших християнських районів Бейрута. Розташований у східній частині Бейрута поряд з узбережжям. Для Ашрафії характерні звивисті вулички, престижні житлові та офісні будівлі. Район Ашрафія є одним з центрів інвестицій та туризму в Лівані.

## Історія
До 1930-х років Ашрафія складалася переважно з сільськогосподарських угідь, що були у власності у семи впливових православних грецьких родин, які розпоряджалися цією землею протягом століть. Вони належали до вищого суспільства Бейрута та мали великий економічний вплив та суспільний авторитет. Ліванський уряд, що підкорялося французькій владі, змушував їх продавати свої землі для будівництва доріг та магістралей.
Під час громадянської війни в Лівані бомбами та ракетами була знищена значна частина архітектурної спадщини Ашрафії. Але незважаючи на закінчення війни, руйнування історичної спадщини продовжується внаслідок побудови сучасних висотних будівель. У роки громадянської війни район був одним з головних опорних пунктів у Бейруті для християн, які розміщувати там велику кількість своїх військових сил.

## Пам'ятки
У Ашрафії знаходяться такі пам'ятки Бейрута:
- Площа Сассін — один з основних політичних, соціальних та комерційних центрів ліванської столиці;
- Кафедральний собор Святого Миколая;
- Кафедральний Собор Святого Марона; Ашрафійская Башта; Яред Білдінг та інші.